# هندی‌شبگردسانیان
هندی‌شبگردسانیان (نام علمی: Tarsiiformes) نام یک راسته از زیرراسته خشک‌بینیان است.